# Gaurax flavoscutellatus
Gaurax flavoscutellatus är en tvåvingeart som först beskrevs av Stackelberg 1955.  Gaurax flavoscutellatus ingår i släktet Gaurax och familjen fritflugor. Inga underarter finns listade i Catalogue of Life.